# Dokri
Dokri (en ourdou : ڈوکری) est une ville pakistanaise située dans le district de Larkana, dans le nord de la province du Sind. C'est la cinquième plus grande ville du district. Elle est située à près de trente kilomètres au sud de Larkana.
La population de la ville a été multipliée par près de cinq entre 1972 et 2017, passant de 4 539 habitants à 22 174. Entre 1998 et 2017, la croissance annuelle moyenne s'affiche à 3,1 %, supérieure à la moyenne nationale de 2,4 %. Selon le recensement de 2023, la population de la ville monte à 27 125 habitants.
|            | 1972 (rec.) | 1981 (rec.) | 1998 (rec.) | 2017 (rec.) | 2023 (rec.) |
| ---------- | ----------- | ----------- | ----------- | ----------- | ----------- |
| Population | 4 539       | 5 697       | 12 420      | 22 174      | 27 125      |